# Gaston Da Costa
Gaston Pierre Da Costa (Parigi, 1850 – Parigi, dicembre 1909) è stato un politico francese, sostenitore della Comune di Parigi.

## Biografia
Fu uno dei quattro figli di Eugène Da Costa (1818-1888), professore di matematica e pedagogo. Studente di diritto, fece parte dei gruppi blanquisti legandosi d'amicizia con Raoul Rigault che, divenuto procuratore della Comune di Parigi, lo fece suo segretario e poi capo-gabinetto e sostituto alla Prefettura di polizia.
Alla caduta della Comune venne arrestato dai versagliesi a Varenne Saint-Hilaire nel giugno del 1871. Durante gli interrogatori, rivelò i nascondigli di diversi comunardi ma, malgrado la sua collaborazione, il 27 giugno 1872 fu condannato a morte, pena tuttavia commutata il 19 dicembre nei lavori forzati a vita nell'isola di Nou, in Nuova Caledonia.
Amnistiato nel 1880, nel 1889 pubblicò un nuovo metodo di insegnamento della grammatica e diversi manuali scolastici. Collaborò a L'Intransigeant di Henri Rochefort, allontanandosi dal socialismo per aderire al movimento reazionario del generale Boulanger. Dal 1903 al 1905 pubblicò ricordi e giudizi sulla sua esperienza politica con i tre volumi della Commune vécue.

## Opere
- La Commune vécue, 3 voll., Paris, Ancienne Maison Quantin, 1903-1905